# طناز ایرانی
طناز ایرانی (به انگلیسی: Tanaaz Irani) (زاده ۸ آوریل ۱۹۷۲) بازیگر هندی است. او در بالیوود و سریالهای تلویزیون هندی نقش آفرینی کرده‌است.
از فیلم‌هایی که وی در آن نقش داشته‌است می‌توان به من دیوانه عشق هستم اشاره کرد.

## فیلم‌شناسی
فیلم
| سال  | نام فیلم                | نقش        | نکات |
| ---- | ----------------------- | ---------- | ---- |
| ۲۰۰۰ | بگو… عاشقم هستی         | نیتا       |      |
| ۲۰۰۰ | قلبم با توست            | دوست پریتی |      |
| ۲۰۰۰ | شورش را درآوردی         | پریس       |      |
| ۲۰۰۱ | می‌خواهم در قلب شما باشم | شروتی      |      |
| ۲۰۰۲ | عروسی دوستم است         | آنو        |      |
| ۲۰۰۲ | دیوانگی                 | یانا       |      |
| ۲۰۰۳ | من دیوانه عشق هستم      | روپا       |      |
| ۲۰۰۳ | هیچی نگو                | خانم. لوبو |      |
| ۲۰۰۶ | ۳۶ محله چینی‌ها          | روبی       |      |
| ۲۰۱۰ | هرج‌ومرج ۳               |            |      |